# Palinuro (Eneide)
(Virgilio, Eneide, VI 362)
Palinuro è un personaggio della mitologia romana, il mitico nocchiero di Enea. Egli cade in mare di notte, tradito dal dio Sonno, mentre conduce la flotta verso l'Italia.

## Il mito

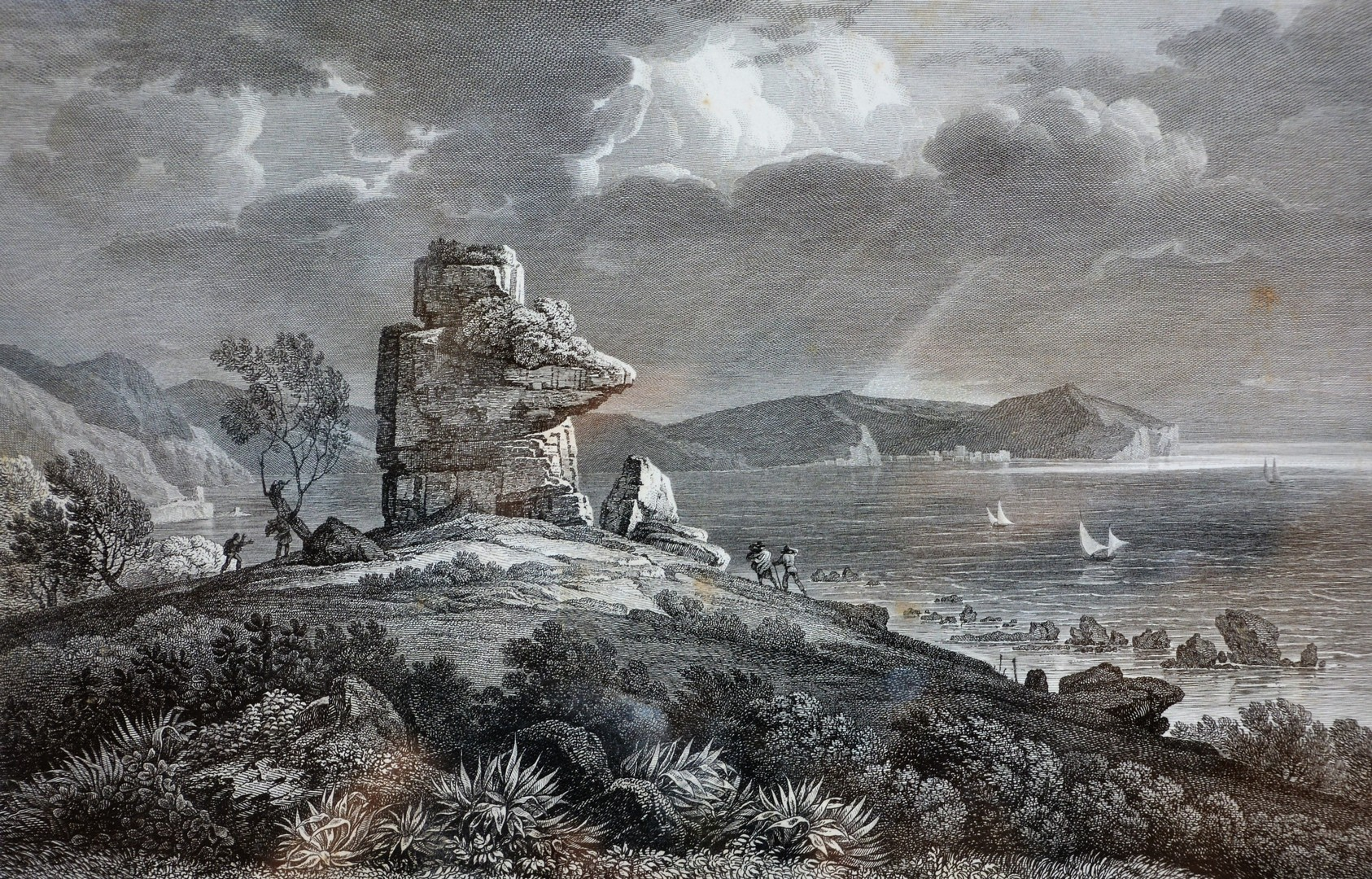
Wilhelm Gmelin: Cenotafio di Palinuro

L'episodio relativo a Palinuro viene descritto alla fine del Libro V dell'Eneide, nel quale Virgilio individua il punto preciso della vicenda: uno scoglio, riconducibile al tratto di costa campano del Mar Tirreno, dinanzi all'omonimo capo, tra il golfo di Policastro e l'insenatura di Pisciotta, nella subregione attualmente chiamata Cilento.
Naufraga dopo aver invocato invano i propri compagni ed esser rimasto per tre giorni in balia del Noto fino all'approdo sulle spiagge d'Italia, dove trova ad attenderlo non la salvezza ma una fine crudele: catturato dalla gente indigena, verrà ucciso e il suo corpo abbandonato in mare perché scambiato per un mostro marino.
Veniva così soddisfatta la richiesta di Nettuno, dio del mare, che nel momento stesso in cui accordava a Venere il proprio aiuto per condurre in salvo la flotta di Enea sulle coste campane, aveva preteso per sé in cambio una vittima:
(Eneide, V, 815)
Palinuro, nel successivo Libro VI, vagando tra le anime degli insepolti, sarà protagonista di un triste incontro con Enea, disceso nel regno di Ade in compagnia della Sibilla Cumana.

In quell'occasione supplicherà il suo condottiero di dargli sepoltura, esortandolo a cercare il suo corpo tra i flutti degli approdi velini.
(Eneide, VI, 365)
Sarà la Sibilla a dovergli rivelare che il suo cadavere non verrà mai ritrovato: la sacerdotessa tuttavia mitiga l'amarezza del nocchiero predicendogli che, perseguitati da eventi prodigiosi, i suoi assassini erigeranno un cenotafio da dedicare a lui e da onorare con offerte. Quel luogo avrebbe per sempre portato il nome Palinuro.

## Riprese del mito in età postclassica
- Palinuro è menzionato nell'Utopia di Sir Thomas More come un esempio di viaggiatore distratto. Il riferimento non è del tutto corretto, giacché Palinuro coscienziosamente si rifiutò di lasciare il timone al dio Sonno apparsogli sotto mentite spoglie, sostenendo che, anche se il mare era calmo, non poteva rischiare di venir meno ai suoi doveri. Il dio era stato costretto a usare la magia per fare addormentare Palinuro.
- Palinuro è lo pseudonimo scelto da Cyril Connolly per firmare il suo libro The Unquiet Grave: a Word Cycle (La tomba inquieta: un ciclo di parole), e usato per riferirsi a lui in modo sprezzante da Alaric Jacob in Scene da un vita borghese (Scenes from a Bourgeois Life).
- Palinuro viene anche menzionato dal protagonista del racconto La Tomba (The Tomb) di Howard Phillips Lovecraft.
- Alla vicenda di Palinuro, che chiede invano di essere sepolto, fa riferimento Dante nella Divina Commedia, Purgatorio, VI, 29, quando chiede a Virgilio se abbiano senso le richieste dei suffragi da parte delle anime purganti, visto che nell'Eneide si nega la possibilità di cambiare i decreti divini attraverso le preghiere.

## Omaggi
- A Palinuro è stato dedicato uno dei crateri di Dione.
- Nave Palinuro è la nave scuola degli Allievi Sottufficiali della marina Militare Italiana [1].